# Pirenella microptera
Pirenella microptera é uma espécie de molusco gastrópode marinho litorâneo, distribuído pela região indo-malaia e pertencente à família Potamididae. Foi classificada por Louis Charles Kiener, em 1841, nomeada Cerithium microptera (no gênero Cerithium); com sua localidade tipo na Malásia.

## Descrição da concha e hábitos
Concha  turriforme e variável, bastante esculpida, com um relevo de costelas axiais atravessadas por sulcos espiralados (2 em sua espiral e mais de 10 em sua volta final); de coloração branco-cinzenta, creme ou acastanhada; com pouco mais de 5 centímetros de comprimento, quando desenvolvida. Lábio externo expandido, formando uma aba que se projeta em ponta semelhante a uma asa: microptera = pequena asa. Abertura com opérculo córneo, marrom, dotado de círculos concêntricos como relevo.
É encontrada em águas rasas, principalmente em árvores de manguezais, na zona entremarés, em habitat estuarino.

## Distribuição geográfica
Pirenella microptera ocorre da China e sul do Japão às Filipinas, incluindo a península da Indochina, Malásia e Indonésia.

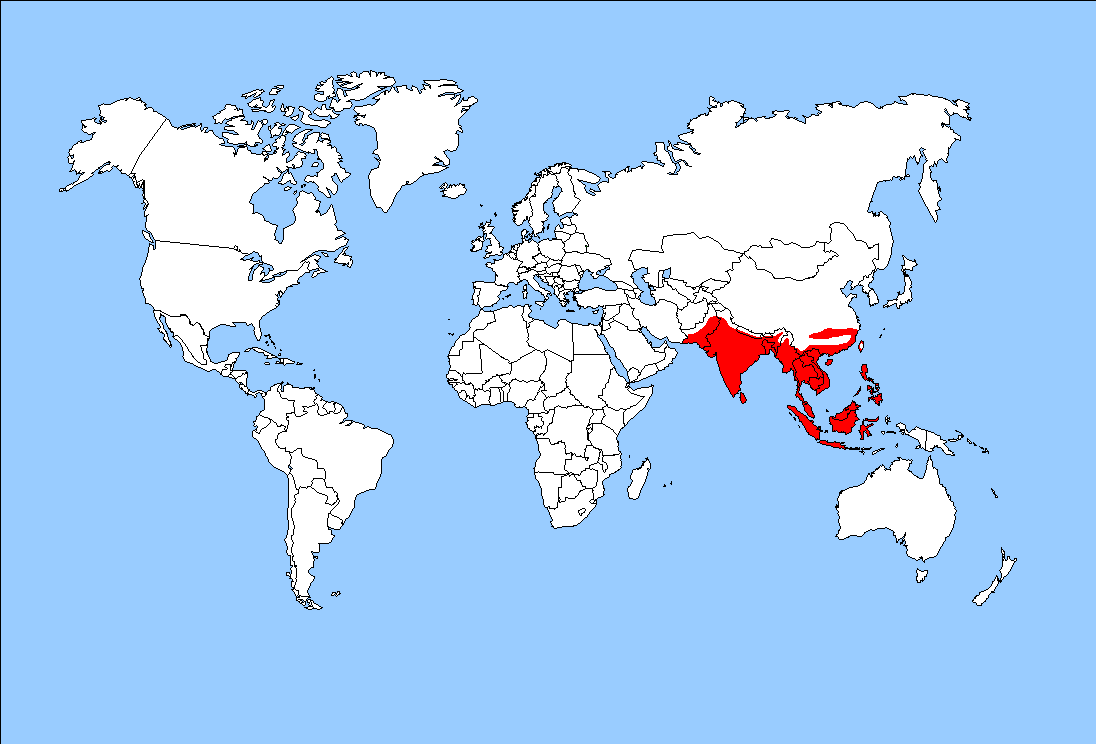
A região indo-malaia é o habitat da espécie P. microptera (Kiener, 1841)[1], incluindo a China e sul do Japão.